# Pont-la-Ville, Haute-Marne
Pont-la-Ville är en kommun i departementet Haute-Marne i regionen Grand Est (tidigare regionen Champagne-Ardenne) i nordöstra Frankrike. Kommunen ligger i kantonen Châteauvillain som tillhör arrondissementet Chaumont. År 2022 hade Pont-la-Ville 108 invånare.

## Befolkningsutveckling
Antalet invånare i kommunen Pont-la-Ville
| Referens: INSEE |